# Tight Fit
A Tight Fit egy rövid életű angol poptrió volt, amely 1981 és 1983 között létezett. Legismertebb slágereik: Back to the 60's; The Lion Sleeps Tonight; Fantasy Island.

## A tagok

### A legismertebb felállás
- Denise Gyngell (1961. augusztus 30.)
- Julie Harris (1958. augusztus 15.)
- Steve Grant (Stephen Robert Grant 1960. február 26.)

### Egyéb tagok
- Vicki Pemberton
- Carol Stevens
- Roy Ward
- Richard Scarfe
- Martin Page
- Brian Fairweather

## Karriertörténet
A Tight Fit együttes eredetileg egy stúdiózenekar volt, melyet Ken Gold producer hívott életre azzal a szándékkal, hogy meglovagolja a Stars on 45 és a Saragossa Band nevével fémjelzett egyvelegdivatot, mely az 1980-as évek elején az eurodisco legnépszerűbb trendje volt. 1981-ben készült el az 1960-as évek legnépszerűbb slágereit feldolgozó Back to the 60’s című LP, melynek kislemezváltozata a brit slágerlistán a 4. helyig jutott. Ezért még ugyanabban az évben megjelent a folytatás is, a Back to the 60’s Part II, amely szintén sikeres lett. Úgy tűnt, a Tight Fitnek van jövője, és érdemes hosszabb távra tervezni velük. Ennek első lépéseként Gold olyan fiatalokat keresett, akik arcukat adnák a produkcióhoz. Választása Steve Grant modellre, illetve két énekesnőre, Julie Harrisre és Denise Gyngellre esett. A menedzser oroszlánmintás lenge kosztümökbe öltöztette őket, mivel az új Tight Fit első kislemeze a The Tokens, illetve a The Tremeloes előadásában az 1960-as években ismertté vált The Lion Sleeps Tonight (Az oroszlán alszik ma éjjel) feldolgozása volt. Az új verzió a brit slágerlista élére került, és a Tight Fit triót máris a popzene új sztárjaként kezdték emlegetni. A folytatás a Fantasy Island című felvétel volt, melynek dallama az ABBA slágereire emlékeztet. A kislemez az 5. helyezést érte el az angol slágerlistán. A Fantasy Island egyébként eredetileg a holland The Millionaires szerzeménye volt, mellyel az együttes megpályázta, hogy Hollandia képviseletében részt vegyen az 1982-es Eurovíziós Dalfesztiválon, de nem nyert. A Tight Fit változata viszont meghódította egész Európát.
A két sláger elegendő alapot jelentett ahhoz, hogy a Tight Fit megkezdje egy új album felvételeit, illetve koncertturnéra induljon. A harmadik kislemez, a Secret Heart azonban már nem keltett különösebb figyelmet, Angliában csupán a 41. helyig jutott. Nem sokkal a Tight Fit című LP megjelenése után a két énekesnő kivált az együttesből. Azt állították, hogy semmilyen számottevő hasznuk nem volt az addigi sikerekből, jelentéktelen összegért kellett koncertezniük, interjúkat adniuk, lemezfelvételt készíteniük. A producer sietve két új énekesnőt szerződtetett, és az ő énekükkel jelentette meg az I’m Undecided című kislemezt, de az sem lett sikeres. A közönségnek nem tetszett a megváltozott felállás, és Harris egy interjúban magabiztosan azt állította, hogy ő és kolléganője viszont az I’m Undecidedot is sikerre tudta volna vinni. Mivel az 1983-as kislemezt, Stephen Stills Love the One You’re With című dalának feldolgozását is hűvösen fogadta a nagyérdemű, a Tight Fit befejezte jól indult, ám rövidre sikerült pályafutását. Mindhárom előadó megpróbálta tovább folytatni a szakmát. Harris 1983-ban két kislemezt is kiadott két különböző címen. A One Two Three (ezt eredetileg még a Tight Fit albumon énekelte) Julie and the Jems, az Escargot a la Bongo Chopper Harris név alatt jelent meg. Egyik sem lett sláger. Gyngell két fivérével hozott létre egy együttest: a He, She and Him nevű formáció mindössze egy kislemezt adott ki, a Try a Litlle Tenderness című örökzöld melódia feldolgozását. Az énekesnő később feleségül ment Pete Waterman zenei producerhez, akitől 2003-ban elvált. Grant kiadott néhány kislemezt, majd csatlakozott a Splash! nevű együtteshez, amely szintén csak egy kislemezt (Que-est ce que C'est) adott ki. Az 1990-es években elterjedt az a hír, hogy Grant 1990-ben elhunyt, ám ez csupán pletyka volt, hiszen a fiatalember ebben az évtizedben a Miss Saigon című zenés darab londoni előadásainak állandó közreműködője volt. 2008-ban felmerült, hogy a Tight Fit Julie Harris vezetésével újjáalakul, de rajta kívül új közreműködőkkel.

## Diszkográfia

### Kislemezek, maxik
- 1981 Back to the 60’s / Coco-Nite
- 1982 The Lion Sleeps Tonight / Rhythm, Movement and Throbbing (Egyesült Királyság #1, Írország #1, Hollandia #1, Belgium #1, Németország #3, Új-Zéland #3, Ausztria #8, Svájc #8, Svédország #17)
- 1982 The Lion Sleeps Tonight (Le Lion est mort ce soir) / I’m Dancing in the Street
- 1982 Fantasy Island / Saturday Heartbreak (Egyesült Királyság #5, Írország #3, Németország #23, Új-Zéland #33)
- 1982 Fantasy Island / Like Wild Fire
- 1982 Secret Heart / Just a Moment Away
- 1982 I’m Undecided / Hearts of Stone Breake Hearts of Glass
- 1983 Love the One You’re With / High Wire

### Albumok
- 1981 Back to the 60’s
- 1981 Back to the 60’s Part II
- 1982 Tight Fit

## Külső hivatkozások
- Angol nyelvű honlap
- Videó: The Lion Sleeps Tonight
- Videó: Fantasy Island
- Videó: Fantasy Island (másik klip)